# Prix du livre de l'année de la Sainte Défense
 (juillet 2019).
Le contenu est difficilement compréhensible vu les erreurs de traduction, qui sont peut-être dues à l'utilisation d'un logiciel de traduction automatique.
 (juillet 2019).
Le prix du livre de l'année de la Sainte Défense (persan : کتاب سال دفاع مقدس) est un prix littéraire iranien créé en 1993. 
Depuis cette date, il a été décerné 15 fois par la Fondation protection des œuvres et publication des valeurs de la sainte défense et, après 3 ans d'arrêt, a été repris par une nouvelle organisation, sous la direction de la même fondation. Les meilleures œuvres de cet événement littéraire y sont présentées dans 21 catégories.

## Histoire
La Première période du prix du Livre de l'année de la Sainte Défense est tenue en même temps que le troisième anniversaire de la libération de Khorramshahr, 24 mai 1993. Le prix est décerné annuellement jusqu'en 2011, mais à la suite de la restructuration de la Fondation pour la préservation des œuvres et publication des valeurs de la sainte défense, et la création de l'organisation artistique et de la littérature de la sainte défense, la seizième année du festival se déroule après trois ans d'interruption, à l'hiver 2014. 

## Liste des gagnants

### Première période (1993)
- Najvayé jonoun (en persan نجوای جنون ; Le murmure de la folie)
- Nabard-e-Fave (en persan نبرد فاو ; Bataille du Fave)
- Chekeh seday-e darya (en persan چکه‌ی صدای دریا ; Le bruit de la mer)
- Analyse de la guerre imposée par le régime irakien à l'Iran (en persan تحلیلی بر جنگ تحمیلی رژیم عراق علیه ایران)
- Herman-e houre (en persan: حرمان هور)
- Culture du front (en persan: فرهنگ جبهه)
- (en persan : آن سوی مه), (Au-delà de brouillard)
- Dari beh khaneh-ye khorshide (en persan: دری به خانه‌ی خورشید)(une porte à la maison du soleil)
- Rahe yâftégâne (en persan: ره یافتگان)()
- Dix ans avec les peintres islamiques (en persan: ده سال با نقاشان اسلامی)
- (en persan: عقابه‌های تپه 60), (Les aigles de la colline 60)
- (en persan: رهبری و جنگ و صلح), 'Leadership et guerre et paix
- (en persan: دریا در غدیر), Mer à Ghadir
- (en persan: نامه‌های فهیمه), Les lettres de Fahimeh
- Obure (en persan: عبور), (Pass)
- Shabha-ye qadr-e Karbala-ye- pange (en persan: شب‌های قدر کربلای پنج) (Nuits des Destins de Karbala Cinq) [3]

### Huitième période (2004)
- Causes de la continuation de la guerre par Mohammad Doroodian
- Opération Fatah al-Mubin de Mohsen Shahan Behbahani
- Derniers efforts dans le sud par Mohammad Hussein Jamshidi et Mahmoud Yazdan Pham
- Dar kamin-é gol-é sorkhe, composé par Mohsen Momeni
- Va inaque shokarane de Maryam Brothers (deuxième place)
- Negah-é shishé-i (Regarde cristal) de Mohsen Motlagh (première place)
- Safar-é jonoube (Voyage du sud) de Habib Ghanipour (deuxième place)
- Kafshe-hay-é sargardan (Chaussures rampantes) / Soheila Farjmand Far (troisième place)
- Pol-é moaalaghe (Pont suspendu) de Mohammad Reza Bayrami
- Kouh rouy-é shaneh-yé dérakhte (Montagne sur les épaules de l'arbre) de Narges Abyar
- Dasti bar Âtache (Une main sur le feu) de Gholam Reza Kafi et Hemaseh-haye hamisheh (épiques de toujours) de Parviz Beigi Habib Abadi (ensemble au premier place)
- Âvâz-haye gol mohammadi (Les chantant du rose) de Shirin Ali Golmoradi
- Miyandâr (en persan: میاندار) d'Hussein Ebrahimi
- Ganjineh-hayé âsémani (Trésors célestes) de Seyyed Morteza Avini[5]
- Tamâsha-ye nâvard (Regard du combat) de Akbarzadeh
- Ketab-e pâydari dar qab (Livre de durabilité sur le cadre)
- L'amitié au mode du char de Davoud Amirian
  - La ruelle de Samsâm de Hamid Reza Najafi [6]

### Neuvième période (2005)
- Dimanche dernier par Maasoumeh Ramhormozi[7]
- Garayaneh écrit par Sàaid Asadi-fàr(troisième place)

### Dixième période (2006)
- Lashgar-é khoubane (persan: لشگر خوبان), (deuxième place en mémoire orale)
- Chazzabeh (persan:چزابه ), (deuxième place en mémorandum)
- Bibliographie de la sainte défense par Firouzé Boroumand (première place en recherche littéraire)
- Ràvànd-é payan-é jange (persan:روند پایان جنگ), (procédure de fine de guerre), par Mahomet Doroudian (première place en recherche militaire)[8]

### Treizième période (2010)
- Au sommet de l'eaux par Mohammad Reza Sharafi
- Sarrizoun par Mohammad Mahmoudi Noorabadi
- Horloge de l'amour se montre 8e heure par Rahmat Haghighour
- Dilmzad par Mohammad Roodgar
- Un soldat avec de boule de neige de Majid Saadabadi
- Quelque chose rend les boussoles folles par Hamid Reza Shakarsari
- Malentendu d'Ali Davoudi
- Caractérisation dans les Nouvelles dans la sainte défense de Hassan Baronian
- Conduite sur la littérature fictive de la guerre et sur la défense sacrée de Mahomet et Mohsen Hanif
- Une réflexion sur l'histoire de la défense sacrée par Mohammad Qasem Foroughi Jahromi
- L'économie iranienne pendant la guerre imposée par Farhad Dzhupsand et Hamid Reza Raoufi (deuxième place)
- Le système bipolaire et les guerres irakienne et iranienne d'Ibrahim Moghighi et La violation des droits des prisonniers de guerre captifs de l'Iran par Ali Daei (troisième place)
- Historiographie et historiographie de la guerre entre l'Iran et l'Irak par Alireza Kamari
- Babanazar, de Mustafa Rahimi
- Dâ de Sayedeh Azam Hosseini
- Jay-e khali-e khakriz (La place vide de la digue) par Saeed Akaf
- Shen-haye sorkh-e Tikrit (Les sable rouge de Tikrit) par Abdol Amir Afshinpour (deuxième place)
- Chansons non lues par Sasan Nategh (troisième place)
- Putin-hayé sâgh boland (persan : پوتین‌های ساق بلند) (Bottillon) de Ghassem Abbasi (deuxième place)
- Pezushki-é éjbari (persan : پزشکی اجباری), (Médecine obligatoire) d'Abbas Kiani Haghouei (troisième place)
- Bé ân chéshm-ha négahe kone (persan :به آن چشم‌ها نگاه کن), (Regardez ces yeux) par Ézatollahe Alvandi (troisième place)
- Rékab (persan :رکاب) de Ezatollah Mehravaran
- Six souvenirs et une défaite (persan:شش خاطره و یک شکست) de Gholam Hossein Seafarer
- (persan : باد که می‌نویسد), Le vent qui écrit d'Arash Abbasi
- (persan : تا رادیو خبر داد), Dès que Radio a informé de Gholam Reza Baktash
- (persan : گل و باران و خورشید), Les fleurs et la pluie et le soleil par Maryam Hashempour
- Sâyé-hayé méhrabâne (persan : سایه‌های مهربان), par Monireh Hashemi
- (persan : شمشاد و آرزوی چهارم), Shémshâd et le quatrième souhait d'Akbar Sahraei
- Dashteban (persan : دشتبان) d'Ahmad Dehghan
- (persan : ترکش‌های سرگردان), Poussette Shots par Davoud Amiriyaneh
- (persan : بابا کی بزرگ می‌شوم), Papa! quand je auras agrandi par Fatemeh Foroutan Esfahani (troisième place)
- Habib Ilon pour discussions inachevées (persan : گفتگوی ناتمام) (première place)
- Cyrus Parsanezhad pour Olive rouge (persan : زیتون سرخ) (deuxième place)
- Hojat Azizi pour Soixante-douze soleils (persan : هفتاد و دو خورشید) (troisième place)
- Melika Saidi pour (persan : عکس پشه‌ای), (Photo de moustique'), (première place)
- Heda Haddadi pour (persan : گنجشک‌های سبز و آبی), (Moineau verts et bleus), (deuxième place)
- Hale Darabi pour (persan : آخرین عکس), (Dernière photo) (troisième place)
- La volonté des martyrs écrite par Mehdi Alaiee
- Du sol à Dieu, par Hamid Kargar
  - Vol à Qalavizan écrit par Jesus Jamali[9]

### Seizième période (2015)
- Rand, Mohammad Mahmoudi Noorabadi
- Fin de mémoire cool, Hamid Reza Azarang
- Persistent Frames (en trois volumes), Javérien Amirali
- Fille de Shina, Behnaz Zarabizadeh
- Je suis vivante, Masoumeh Abad
- Fiction, Ahmad Dehghan
- Œil éveillé, Jalil Amjadi
- Lexique de la défense holistique Écrivains de fiction: 1359 à 1389 par Mehdi Khademi Koolai
- Encyclopédie de théâtre de la sainte défense (en trois volumes) par Mehdi Hamed Sekhanian
- Nam Âvard (en persan : نام آورد), par Alireza Kamari
- Processus de La guerre Iran-Irak (en deux volumes) par Hossein Alaei
- Enfants de Karoon (en persan : بچه‌های کارون) par Ahmad Dehghan
- Ukhechâmâlâr (en persan : اوخشامالار) par Ammar Ahmadi
- Encyclopédie visuelle de l'histoire de la guerre Iran-Irak par Jafar Shirailinia
- Labkhan-é hamishégi (persan : لبخند همیشگی) (Le même sourire) par Farhad Khezri
- Ya'qub Neamati-e Worugeni (en persan) :رابطه زهرآگین (Une relation empoisonnée)
- Mousavi, Seyyed Sadruddin pour la traduction du livre : The War; Restauration of Stability/ Titre original en persan :جنگ؛ بازیابی ثبات (Guerre, rétablissement de la stabilité)
- Batman Gilich et Mohammad Hussein pour la traduction du livre (en arabe : معاقبه المعتدی) titre original en persan : تنبیه متجاوز (Ppunition de l'agresseur)
- Habib Ilon pour Yek ghazal khakriz (persan : یک غزل خاکریز)
- Parviz Bayani pour Hemaseh-ye Alvand
- Dawood Safari pour Tank-e arezu-ha
- Masoud Kashmiri pour Dar-o dasteh Dâr-Ali (la group de Dâr-Ali)[10]

### Dix-septième période (2018)
- Recherche sur la littérature de la révolution islamique et sainte défense par Golamreza Kafi
- Faranguis par Mahnaz Fattahi;
- Qalami beh rang-é Khoda (persan : قلمی به رنگ خدا) (Un stylo au couleur du dieu) par Golali Babai[11].